# 夏小曹
夏小曹，小提琴家，出生於中國上海的音樂世家，夏小曹是上海交響樂團指揮家曹鵬的女兒，母親是歌劇演員，夏小曹是隨母親的姓。
夏小曹6歲開始和小提琴結緣，1985年獲得全額獎學金，前往美國南加州大學和馬里蘭大學深造，曾在佛羅尼達交響樂團長達八年之久，常與父親曹鵬在世界各地參與演出的經驗。

## 生平
考入北京中央音樂學院附小，經附中直升大學，先後師從王治隆、彭鼎新、林耀基等教授。
赴美在南加州大學Eduard Schmieder教授門下深造，並隨瓜內裡絃樂四重奏的成員學習室內樂。

## 經歷
曾任美國佛羅里達交響樂團副首席，曾與美國和歐洲的交響樂團在各地舉行音樂會；赴紐約、華盛頓、洛杉磯、莫斯科、瑞典、上海、北京、台灣、日本和新加坡等地進行演出。
2001年，夏小曹遇車禍事件，撞擊後傷及了左肩骨裂，頸部和手臂各處，致使有一年半的時間不能拉奏小提琴；兩年後，佛羅尼達的陪審團判肇事方的保險公司（Liberty Mutual) 賠償五百萬美元。
2014年，夏小曹與上海大學音樂學院師生，在土耳其海峽大學所舉辦的音樂會中，獨奏演出了《沉思》和《查爾達斯》；與團隊師生的共同演出《我的祖國》、新疆民歌《送我一支玫瑰花》、陝北民歌《山丹丹花開紅艷艷》等音樂。

## 演藝作品
1999年，和曹鵬指揮的上海交響樂團舉行了《梁山伯與祝英台》小提琴協奏曲，問世40週年紀念音樂會。夏小曹也在莫斯科，與俄羅斯愛樂樂團合作了《梁祝》小提琴協奏曲，並灌錄製成了CD發行。
2002年，夏小曹與父親曹鵬指揮家及上海交響樂團合作，在藝海劇院共同演出小提琴協奏曲《梁山伯與祝英台》。

2003年，夏小曹與Skitch Henderson及紐約Pops交響樂團合作，於卡內基音樂廳的首場獨奏音樂會。
2018年，夏小曹與上海城市交響樂團，受佛羅倫薩市政府邀約，前往意大利普拉托市POLITEAMA PRATESE 劇院，舉辦了“星星之音”自閉症慈善音樂會，《我的祖國》是壓陣上演的曲目。

## 獲獎
- 全國首屆絃樂四重奏比賽，擔任第一小提琴獲得一等獎。
- 英國樸茨茅斯國際絃樂四重奏比賽，梅紐因主席獎。
- 1983年獲得中國文化部文學藝術獎。[4]

## 外部連結
- 排练场上的小提琴演奏家夏小曹  （页面存档备份，存于）
- 曹鹏:中国交响乐的不倦鸟  （页面存档备份，存于）